# 독립민주연합
독립민주연합(스페인어: Unión Demócrata Independiente)은 칠레의 신자유주의 정당이다. 대외적으로는 친미, 친서방 성향을 띤다. 과거 극우 군사독재 정권인 아우구스토 피노체트의 우당으로 창당되었기 때문에 다양한 칠레에서는 피노체트당이라고 비판받는다. 창당자인 하이멘 구즈만은 아우구스토 피노체트 군사정권의 부역자였고, 반대파 탄압에 앞장서다가 마르크스-레닌주의 게릴라 마누엘 로드리게스 애국전선의 전투원들에게 암살되었다.

## 같이 보기
- 기독교 민주주의
- 신자유주의
- 국민의힘